# 中国人民解放军85式军服
中国人民解放军85式军服是中国人民解放军于1985年开始装备的军服，是中国人民解放军第三代军服，由于在1985年正式装备，故称85式军服。

## 概述
从1981年开始，中国人民解放军着手新一轮军服的设计工作，由于一开始这次军服的换装是要伴随着恢复军衔制开始的，所以85式军服最开始是以“军衔服装”立项设计的。1985年，由于中国人民解放军开始整编精简部队，中央军委决定将军衔制的恢复推迟至1988年，而原计划的换装照常进行，只是暂不佩戴军衔识别标志。但军服品种名称仍按原定的军衔服名称，如“将官大檐帽”，“校官夏常服”，“尉官冬常服”等。1985年5月1日，85式军服正式配发部队。85式军服基本沿用了55式军服的样式，只在细节上有所差别，并且只设常服，不设礼服。

## 服装

### 常服

#### 军官常服
军官常服上衣采用立翻领服装（女军官为小翻领），扣子为金色，下衣采用散腿裤，上下两个无扣兜子。军官按级别分出了颜色和面料的不同，陆军和空军团级以上军官军服颜色为棕绿色，团级以下军官为草绿色，（空军裤子为藏蓝色）海军军官冬季为藏青色，夏季为白色。

#### 军官衬衫
85式军服首次配发了带有军事标识的军服衬衫，有长袖和短袖两个版本，短袖供夏季穿着，衬衫颜色陆军、空军为棕黄色，海军为白色。

#### 军官大衣
85式军服大衣也延续了55式的样式，采用了双排扣小翻领设计。陆军、空军颜色为棕绿色，海军为藏蓝色。

#### 士兵常服
士兵常服采用立翻领服装（女士兵为小翻领），海军岸勤士兵为立翻领服装，舰艇士兵为水兵服，下衣为散腿裤，扣子为棕色，上衣胸部有两个有扣兜。陆军和空军颜色为草绿色，海军冬季为藏蓝色，夏季为白色。

#### 服装面料
团以上干部夏服为凡尔丁毛料，冬服为马裤呢毛料，大衣为大衣呢毛料；且军以上干部为纯毛料，师团干部为毛涤混纺，营以下干部和战斗服装用料为涤锦棉三元混纺布料。

### 军帽
85式恢复了大檐帽的使用，与55式的不同是，帽徽的位置由帽墙移动到了帽檐上。大檐帽分为军官大檐帽和士兵大檐帽两个版本。军官大檐帽帽檐为棕绿色，帽墙为红色，帽饰带用人造丝编织而成，将官为金黄色，校、尉官为银灰色。海军军官冬季大檐帽帽檐为藏青色，夏季为白色，帽墙为黑色，帽饰带用人造丝编织而成，将官为金黄色，校、尉官为银灰色。空军军官帽檐颜色与陆军相同，但帽墙为蓝色。士兵除海军舰艇士兵额外配发了水兵帽以外，大檐帽颜色与军官基本相同（陆军和空军无帽墙，海军帽墙为黑色），区别是帽风带为黑色人造革。另外冬季配发栽绒帽。

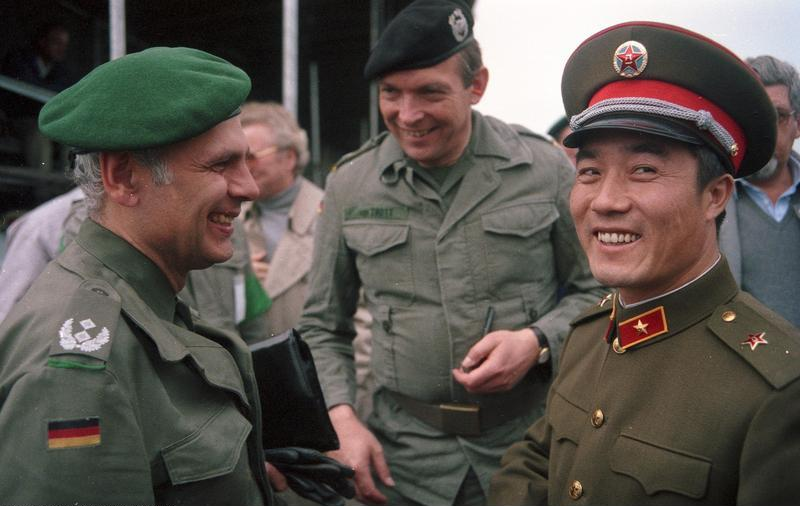
身着85式军服的中国人民解放军军官
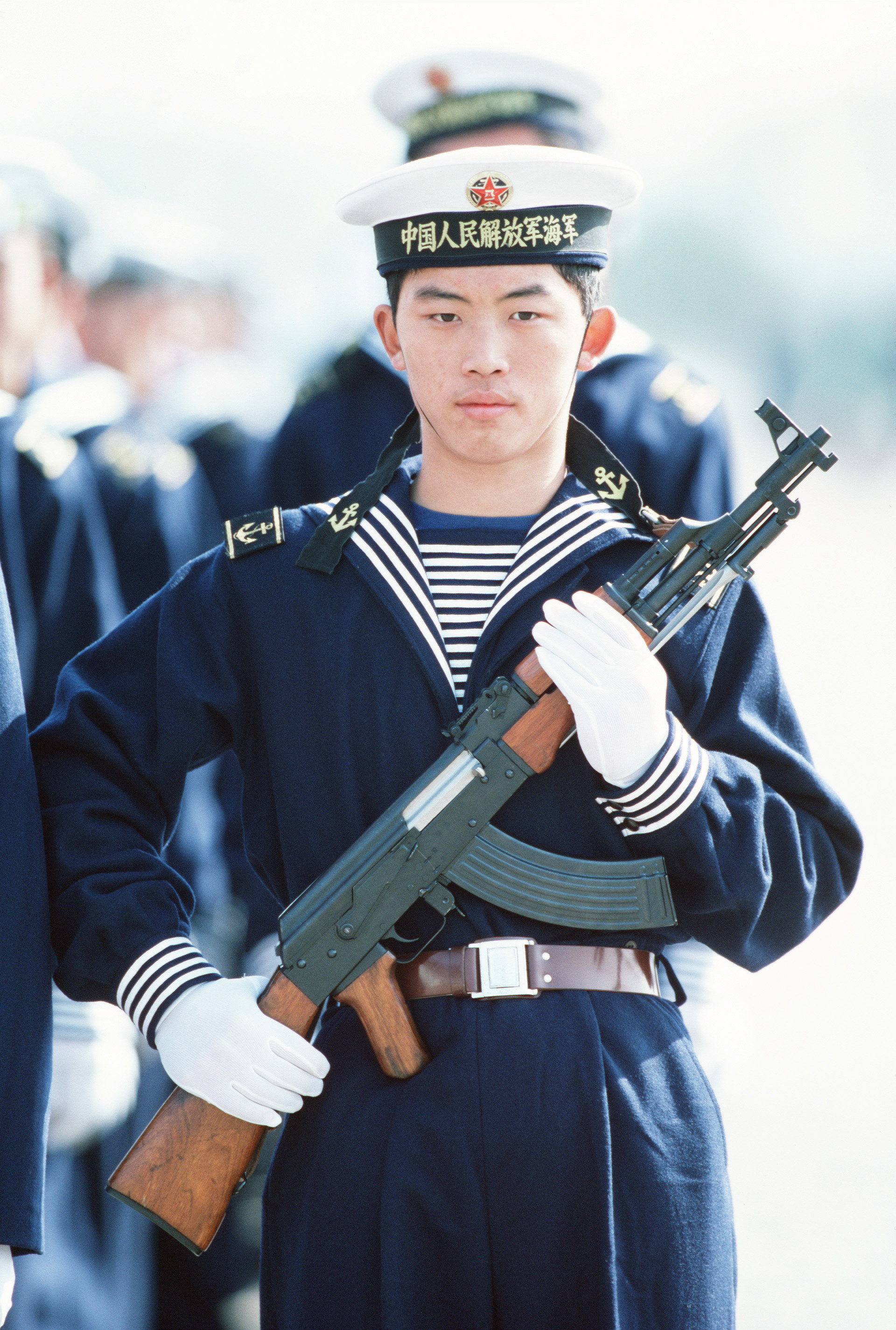
身着85式水兵服的中国人民解放军海军士兵

### 作训服

#### 85式作训服
85式军服首次配发了作训服一类的服装，但军官作训服是由65式军服改装帽徽和领章之后的服装，士兵则是常服与作训服通用。

#### 81式伪装衣
81式伪装衣是中国人民解放军首次装备的迷彩类军服，是根据中越战争中中国人民解放军的作战经验开发出来的，81式伪装衣采用了双面迷彩设计，正面迷彩被称为“大五叶迷彩”反面则采用的是猎鸭迷彩。81式伪装衣，针对性加强了易磨损部位，其裤装的袖口和裤脚都有抽绳或松紧带设计，在丛林中潜伏可以将袖口和裤脚扎紧，避免蚊虫进入。
1986年又进行了改进，主要针对版型和裁剪进行了改进，还增加了面罩，这也是因为当时部分一线战士反映南疆的蚊虫较多，在潜伏过程中会有蚊虫爬到脸上，同时由于南疆的气温较高，涂抹在脸上的油彩很容易被汗水冲掉，变相增加了暴露的风险。

## 装饰

### 85式帽徽
85式帽徽基本沿用了55式帽徽的样式，但在55式帽徽细节上进行了修改。
| 中国人民解放军 85式帽徽与55式帽徽对比 | 陆军 | 海军 | 空军 |
| ------------------------------------- | ---- | ---- | ---- |
| 85式帽徽                              |      |      |      |
| 55式帽徽                              |      |      |      |

### 85式肩章
85式军服虽然仍是无军衔标识的军服，但仍设立肩章这一装饰以保证未来恢复军衔制时减轻换装成本。陆军肩章图案为八一军徽，海军在此基础上增添船锚，空军则是飞翼。并且按照军官级别不同，颜色也不同。
| 中国人民解放军 85式肩章 | 陆军 | 海军 | 空军 |
| ----------------------- | ---- | ---- | ---- |
| 团级以上军官            |      |      |      |
| 团级以下军官            |      |      |      |

### 85式领章
85式也同时配发了领章，并且军官和士兵的领章样式有所不同
| 中国人民解放军 85式领章 | 陆军 | 海军 | 空军 |
| ----------------------- | ---- | ---- | ---- |
| 军官                    |      |      |      |
| 士兵                    |      |      |      |